# Aspekt Telefilm-Produktion
Die Aspekt Telefilm-Produktion GmbH (ATF) mit Hauptsitz in Hamburg wurde 1974 gegründet und ist eine Filmproduktionsgesellschaft in Deutschland. Sie produziert vorwiegend Fernsehfilme und -reihen. Die Aspekt Telefilm-Produktion hat neben dem Hauptsitz in Hamburg noch das Tochterunternehmen aspekt medienproduktion GmbH in Berlin.

## Geschichte
Die Gesellschaft wurde 1974 vom deutschen Fernsehproduzenten Markus Trebitsch gegründet. Im Jahr 1998 erwarb Spiegel TV Anteile am Unternehmen und 2008 verkaufte Trebitsch auch seine restlichen Anteile an die Firma Spiegel TV, die damit einen Anteil von 95 % hält, blieb aber als freier Produzent seinem ehemaligen Unternehmen verbunden.

## Produktionen
- 1989–1993: Zwei Münchner in Hamburg (Fernsehserie)
- 1989–1993: Schulz & Schulz (Fernsehfünfteiler)
- 1994–2001: Zwei Brüder (Fernsehreihe)
- 2001: Die Liebenden vom Alexanderplatz
- 2003: Weihnachten im September
- 2004: Männer im gefährlichen Alter
- 2006: Neger, Neger, Schornsteinfeger!
- seit 2006: Spreewaldkrimi (Fernsehreihe)
- 2009: Die göttliche Sophie
- 2010: Das Geheimnis in Siebenbürgen
- 2011: Am Ende die Hoffnung
- 2012: Der Hafenpastor
- 2012: Und alle haben geschwiegen
- 2012–2014: Finn Zehender (Fernsehreihe)
  - 2012: Mörderische Jagd
  - 2014: Mord in Aschberg
- 2013: Arnes Nachlass
- 2014–2021: Nord bei Nordwest (Fernsehreihe)
- 2015: Der Hafenpastor und das graue Kind
- 2016: Der Hafenpastor und das Blaue vom Himmel
- 2016: GSI – Spezialeinheit Göteborg (Johan Falk, Staffel 3)
- 2016: Die letzte Reise